# كيسوكي تاكيكاوا
كيسوكي تاكيكاوا (باليابانية: 滝川 敬祐) (18 أبريل 1986 في إيباراكي في اليابان – )؛ هو لاعب كرة قدم سابق كان يلعب كمدافع.

## وصلات خارجية
- كيسوكي تاكيكاوا على موقع Soccerway.com (الإنجليزية)